# Leon Štukelj
Leon Štukelj (ur. 12 listopada 1898 w Novo mesto, zm. 8 listopada 1999 w Mariborze) – jugosłowiański gimnastyk narodowości słoweńskiej, medalista olimpijski z Paryża, Amsterdamu i Berlina.